# Pulcheriopolis
Pulcheriopolis (łac. Pulcheriopolitanus) – stolica historycznej diecezji w Epirze, tzw. Epir Nowy, sufragania diecezji Durrës. Współcześnie miasto Berat w środkowej Albanii. Obecnie katolickie biskupstwo tytularne. W latach 1986–1992 biskupem tytularnym Pulcheriopolis był Andrzej Suski, biskup pomocniczy płocki, obecnie biskup diecezjalny toruński.

## Biskupi tytularni
| Lp. | Biskup                         | Funkcja                                                                  | Od                  | Do               |
| --- | ------------------------------ | ------------------------------------------------------------------------ | ------------------- | ---------------- |
| 1   | Bernard Mels C.I.C.M.          | emerytowany arcybiskup ad personam Luizy (Demokratyczna Republika Konga) | 3 października 1970 | 17 maja 1986     |
| 2   | Andrzej Suski                  | biskup pomocniczy płocki                                                 | 12 sierpnia 1986    | 25 marca 1992    |
| 3   | Jean-Pierre Ricard             | biskup pomocniczy Grenoble (Francja)                                     | 17 kwietnia 1993    | 4 lipca 1996     |
| 4   | Michel Pollien                 | biskup pomocniczy Paryża (Francja)                                       | 12 lipca 1996       | 15 stycznia 2013 |
| 5   | Josafat Moszczycz              | biskup pomocniczy iwano-frankiwski (Ukraina)                             | 27 maja 2014        | 12 września 2017 |
| 6   | Daniel Francisco Blanco Méndez | biskup pomocniczy San José (Kostaryka)                                   | 28 listopada 2017   |                  |